# Åke Seyffarth
Åke Seyffarth (n. 15 decembrie 1919, Stockholm, Suedia – d. 1 ianuarie 1998, Mora, Comitatul Dalarna, Suedia) a fost un patinator de viteză ce a reprezentat Suedia, medaliat olimpic. A participat la o ediție a Jocurilor Olimpice (1948) în care a câștigat o medalie de aur și o medalie de argint.